# Storia naturale di una famiglia
Storia naturale di una famiglia è un romanzo scritto da Ester Armanino (Genova, 1982), pubblicato nel 2011 da Einaudi a Torino. Il romanzo tratta in modo autobiografico scene di vita quotidiana vissute dalla protagonista Bianca tra i primi ricordi e i quindici anni di età, dalla fine degli anni '70 all'inizio del 2000, a Genova. 

## I personaggi e la struttura

### I personaggi
Bianca si trova in una famiglia di quattro persone oltre a lei: la madre, il padre e il fratello Andrea. Intorno a loro ruotano altri personaggi, tra cui Rosetta, la signora delle pulizie, l'unica con cui Bianca si può confidare; le colleghe che aspirano a una relazione amorosa col padre; la cugina Beatrice che è definita da Bianca una ''spargitrice di uova'';  il vicino della casa nuova Gabriele, con cui Bianca si butta nel mare, tuffandosi metaforicamente nella sua nuova vita.

### La struttura
Il romanzo è diviso in due parti e narrato in prima persona in settantasette brevi capitoli intitolati ognuno con una singolo sostantivo preso dal mondo naturale o casalingo. L'autrice infatti descrive le scene attraverso gli occhi della fanciulla Bianca come una ricercatrice che osserva insetti in una teca, come api, formiche e zanzare che spargono le loro uova (le colleghe che insidiano il padre). La struttura presenta degli aspetti di simmetria. Per esempio la prima parte si apre con il racconto della fase di mutazione esistenziale della madre di Bianca: ''Poi lei [la madre di Bianca] ci [i figli] chiama in soggiorno, ci consegna degli scatoloni vuoti, dice: riempiteli con le vostre cose. E dice: crescere è abbandonare'' (p. 1), e viene ripresa una situazione analoga all'inizio della seconda parte: ''Ci [i figli] chiama in soggiorno, ci consegna delle scatole, dice: iniziate a riempirle con le vostre cose'' (p. 99).

## I contenuti
Il motivo ricorrente del libro è la muta degli animali, paragonata alla trasformazione psicologica degli esseri umani. Le mutazioni avvengono sia nell'individuo, sia nella famiglia vista come un organismo naturale in cui avvengono trasformazioni sia la separazione dei coniugi; la morte del padre; la rinascita della madre; la rinascita della figlia; la relazione del vicino di casa Gabriele con Bianca, evento finale che porta alla ricomposizione e all'accettazione di tutti i passaggi e le mutazioni sofferte. La ricomposizione a livello di metafora letteraria è resa dall'immagine dell'arco-madre da cui scoccano le frecce-figli e dal filo rosso di Bianca (che compare nell'immagine di copertina di Stefan Söderstöm) che ricuce le esperienze e le mutazioni dei personaggi con l'accettazione della sofferenza.